# Pseudoclimaciella erichsonii
Pseudoclimaciella erichsonii is een insect uit de familie van de Mantispidae, die tot de orde netvleugeligen (Neuroptera) behoort. 
Pseudoclimaciella erichsonii is voor het eerst wetenschappelijk beschreven door Guérin-Méneville in 1844.